# Fins voetbalelftal in 1989
Het Fins voetbalelftal speelde in totaal dertien interlands in het jaar 1989, waaronder vier wedstrijden in de kwalificatiereeks voor de WK-eindronde 1990 in Italië. De nationale selectie stond voor het tweede opeenvolgende jaar onder leiding van bondscoach Jukka Vakkila. De voormalige coach van Finlands olympische selectie was Martti Kuusela opgevolgd. Die had in het najaar van 1987 na zes jaar afscheid genomen als bondscoach van de nationale ploeg. Verdediger Ari Heikkinen speelde als enige in alle dertien duels mee.

## Balans
| Wedstrijden | Wedstrijden | Wedstrijden | Wedstrijden | Doelpunten | Doelpunten | Doelpunten | Punten |
| Gespeeld    | Winst       | Gelijk      | Verlies     | Voor       | Tegen      | Saldo      | Punten |
| ----------- | ----------- | ----------- | ----------- | ---------- | ---------- | ---------- | ------ |
| 13          | 2           | 4           | 7           | 8          | 21         | –13        | 0.615  |

## Interlands
|                                                       |                                        |       |                            |                                                                                           |
| 11 januari Vriendschappelijk № 456 «onderlinge duels» | Egypte                                 | 2 – 1 | Finland                    | El-Mahalla Stadion, El-Mahalla Toeschouwers: 35.000 Scheidsrechter: Ibrahim El Nady (EGY) |
| 11 januari Vriendschappelijk № 456 «onderlinge duels» | Ari Hjelm 30' (e.d.) Ahmed El-Kass 84' |       | 14' Mika-Matti Paatelainen | El-Mahalla Stadion, El-Mahalla Toeschouwers: 35.000 Scheidsrechter: Ibrahim El Nady (EGY) |

|                                                       |                                       |       |                   |                                                                                 |
| 13 januari Vriendschappelijk № 457 «onderlinge duels» | Egypte                                | 2 – 1 | Finland           | Cairo Stadium, Caïro Toeschouwers: 8.000 Scheidsrechter: Abdel El Hamamsy (EGY) |
| 13 januari Vriendschappelijk № 457 «onderlinge duels» | Hesham Abdel Rasoul 7' Khaled Eid 80' |       | 42' Kimmo Tarkkio | Cairo Stadium, Caïro Toeschouwers: 8.000 Scheidsrechter: Abdel El Hamamsy (EGY) |

|                                                    |                                      |       |         |                                                                                     |
| 8 februari Malta Toernooi № 458 «onderlinge duels» | Algerije                             | 2 – 0 | Finland | Ta' Qali Stadium, Ta' Qali Toeschouwers: 1.500 Scheidsrechter: Victor Mintoff (MLT) |
| 8 februari Malta Toernooi № 458 «onderlinge duels» | Mohamed Bennabou 59' Hadj Adlane 83' |       |         | Ta' Qali Stadium, Ta' Qali Toeschouwers: 1.500 Scheidsrechter: Victor Mintoff (MLT) |

|                                                     |            |       |         |                                                                                    |
| 10 februari Malta Toernooi № 459 «onderlinge duels» | Denemarken | 0 – 0 | Finland | Ta' Qali Stadium, Ta' Qali Toeschouwers: 1.500 Scheidsrechter: Charles Agius (MLT) |
| 10 februari Malta Toernooi № 459 «onderlinge duels» |            |       |         | Ta' Qali Stadium, Ta' Qali Toeschouwers: 1.500 Scheidsrechter: Charles Agius (MLT) |

|                                                     |       |       |         |                                                                                    |
| 12 februari Malta Toernooi № 460 «onderlinge duels» | Malta | 0 – 0 | Finland | Ta' Qali Stadium, Ta' Qali Toeschouwers: 6.000 Scheidsrechter: Kurt Sörensen (DEN) |
| 12 februari Malta Toernooi № 460 «onderlinge duels» |       |       |         | Ta' Qali Stadium, Ta' Qali Toeschouwers: 6.000 Scheidsrechter: Kurt Sörensen (DEN) |

|                                                     |                                |       |                   |                                                                                |
| 22 maart Vriendschappelijk № 461 «onderlinge duels» | Duitse Democratische Republiek | 1 – 1 | Finland           | Dynamo Stadion, Dresden Toeschouwers: 14.000 Scheidsrechter: Jozef Marko (TCH) |
| 22 maart Vriendschappelijk № 461 «onderlinge duels» | Andreas Trautmann 54'          |       | 29' Mika Lipponen | Dynamo Stadion, Dresden Toeschouwers: 14.000 Scheidsrechter: Jozef Marko (TCH) |

|                                                 |         |               |           |                                                                                  |
| 31 mei WK-kwalificatie № 462 «onderlinge duels» | Finland | 0 – 1         | Nederland | Olympiastadion, Helsinki Toeschouwers: 46.217 Scheidsrechter: Piotr Werner (POL) |
| 31 mei WK-kwalificatie № 462 «onderlinge duels» |         | 87' Wim Kieft |           | Olympiastadion, Helsinki Toeschouwers: 46.217 Scheidsrechter: Piotr Werner (POL) |

|                                                        |                                   |       |                                      |                                                                                         |
| 23 augustus Vriendschappelijk № 463 «onderlinge duels» | Finland                           | 2 – 2 | Joegoslavië                          | Väinölänniemen Stadion, Kuopio Toeschouwers: 6.386 Scheidsrechter: Håkan Lundgren (SWE) |
| 23 augustus Vriendschappelijk № 463 «onderlinge duels» | Kimmo Tarkkio 1' Kari Ukkonen 27' |       | 12' Darko Pančev 51' Dejan Savićević | Väinölänniemen Stadion, Kuopio Toeschouwers: 6.386 Scheidsrechter: Håkan Lundgren (SWE) |

|                                                      |                   |       |       |                                                                                       |
| 6 september WK-kwalificatie № 464 «onderlinge duels» | Finland           | 1 – 0 | Wales | Olympiastadion, Helsinki Toeschouwers: 7.483 Scheidsrechter: Siegfried Kirschen (GDR) |
| 6 september WK-kwalificatie № 464 «onderlinge duels» | Mika Lipponen 51' |       |       | Olympiastadion, Helsinki Toeschouwers: 7.483 Scheidsrechter: Siegfried Kirschen (GDR) |

|                                                    | |       |                   |                                                                                   |
| 4 oktober WK-kwalificatie № 465 «onderlinge duels» | West-Duitsland | 6 – 1 | Finland           | Westfalenstadion, Dortmund Toeschouwers: 40.000 Scheidsrechter: Alan Snoddy (NIR) |
| 4 oktober WK-kwalificatie № 465 «onderlinge duels» | Andreas Möller 12' Pierre Littbarski 47' Jürgen Klinsmann 53' Rudi Völler 62' Andreas Möller 80' Lothar Matthäus 84' (pen.) |       | 72' Mika Lipponen | Westfalenstadion, Dortmund Toeschouwers: 40.000 Scheidsrechter: Alan Snoddy (NIR) |

|                                                       |                    |               |         |                                                                                                  |
| 22 oktober Vriendschappelijk № 466 «onderlinge duels» | Trinidad en Tobago | 0 – 1         | Finland | Hasely Crawford Stadion, Port of Spain Toeschouwers: 15.000 Scheidsrechter: Francis Cezair (TRI) |
| 22 oktober Vriendschappelijk № 466 «onderlinge duels» |                    | 65' Ismo Lius |         | Hasely Crawford Stadion, Port of Spain Toeschouwers: 15.000 Scheidsrechter: Francis Cezair (TRI) |

|                                                       |                           |       |         |                                                                                                  |
| 25 oktober Vriendschappelijk № 467 «onderlinge duels» | Trinidad en Tobago        | 2 – 0 | Finland | Hasely Crawford Stadion, Port of Spain Toeschouwers: 8.000 Scheidsrechter: Gregory Maynard (TRI) |
| 25 oktober Vriendschappelijk № 467 «onderlinge duels» | Doelpuntenmakers onbekend |       |         | Hasely Crawford Stadion, Port of Spain Toeschouwers: 8.000 Scheidsrechter: Gregory Maynard (TRI) |

|                                                      |                                                           |       |         |                                                                           |
| 15 november WK-kwalificatie № 468 «onderlinge duels» | Nederland                                                 | 3 – 0 | Finland | De Kuip, Rotterdam Toeschouwers: 49.500 Scheidsrechter: Egil Nervik (NOR) |
| 15 november WK-kwalificatie № 468 «onderlinge duels» | John Bosman 57' Erwin Koeman 62' Ronald Koeman 69' (pen.) |       |         | De Kuip, Rotterdam Toeschouwers: 49.500 Scheidsrechter: Egil Nervik (NOR) |

## Statistieken
| Kari Laukkanen         | 1963-12-14 | Stuttgarter Kickers | 7  | 0 | 0 | 22 | 0 |
| Dan-Ola Eckerman       | 1964-03-26 | TPS Turku           | 4  | 0 | 0 | 4  | 0 |
| Olli Huttunen          | 1960-08-04 | FC Haka Valkeakoski | 2  | 1 | 0 | 44 | 0 |
| Verdediging            |            |                     |    |   |   |    |   |
| Ari Heikkinen          | 1964-04-08 | Germinal Ekeren     | 12 | 1 | 0 | 13 | 0 |
| Jari Europaeus         | 1962-12-29 | RoPS Rovaniemi      | 10 | 0 | 0 |    |   |
| Erik Holmgren          | 1964-12-17 | GAIS Göteborg       | 9  | 0 | 0 | 27 | 0 |
| Erkka Petäjä           | 1964-02-13 | Östers IF           | 6  | 3 | 0 |    |   |
| Aki Lahtinen           | 1958-10-31 | OPS Oulu            | 3  | 0 | 0 |    |   |
| Jyrki Hännikainen      | 1965-03-30 | TPS Turku           | 2  | 1 | 0 | 9  | 0 |
| Ilkka Mäkelä           | 1963-06-25 | FC Haka Valkeakoski | 2  | 0 | 0 |    |   |
| Esa Pekonen            | 1961-11-04 | AIK Solna           | 2  | 0 | 0 |    |   |
| Jarmo Saastamoinen     | 1967-09-20 | Kuusysi Lahti       | 2  | 0 | 0 | 2  | 0 |
| Middenveld             |            |                     |    |   |   |    |   |
| Kari Ukkonen           | 1961-12-19 | RSC Anderlecht      | 10 | 1 | 1 |    |   |
| Markku Kanerva         | 1964-05-24 | HJK Helsinki        | 10 | 0 | 0 |    |   |
| Marko Myyry            | 1967-09-15 | KSC Lokeren         | 8  | 2 | 0 |    |   |
| Jarmo Alatensiö        | 1963-11-09 | IK Brage            | 5  | 1 | 0 |    |   |
| Jukka Ikäläinen        | 1957-05-14 | Kiruna FF           | 5  | 0 | 0 |    |   |
| Tommi Paavola          | 1965-12-09 | Hessen Kassel       | 3  | 3 | 0 | 10 | 0 |
| Anders Roth            | 1967-03-17 | Örgryte IS          | 3  | 3 | 0 | 6  | 0 |
| Jouko Vuorela          | 1963-07-26 | HJK Helsinki        | 2  | 0 | 0 |    |   |
| Markus Törnvall        | 1964-12-31 | IFK Norrköping      | 1  | 2 | 0 |    |   |
| Mika Aaltonen          | 1965-11-16 | Hertha BSC Berlin   | 1  | 1 | 0 |    |   |
| Jyrki Huhtamäki        | 1967-08-27 | MP Mikkeli          | 1  | 1 | 0 |    |   |
| Jari Rinne             | 1964-05-04 | Kuusysi Lahti       | 1  | 1 | 0 |    |   |
| Pasi Tauriainen        | 1964-10-04 | RoPS Rovaniemi      | 0  | 2 | 0 |    |   |
| Petri Järvinen         | 1965-05-09 | Kuusysi Lahti       | 0  | 1 | 0 | 1  | 0 |
| Aanval                 |            |                     |    |   |   |    |   |
| Ismo Lius              | 1965-11-30 | Kuusysi Lahti       | 7  | 2 | 1 |    |   |
| Kimmo Tarkkio          | 1966-01-15 | Tiong Bahru United  | 7  | 2 | 1 |    |   |
| Mika Lipponen          | 1964-05-09 | FC Aarau            | 6  | 0 | 3 |    |   |
| Mika-Matti Paatelainen | 1967-02-03 | Dundee United       | 5  | 0 | 1 |    |   |
| Ari Hjelm              | 1962-02-24 | Stuttgarter Kickers | 3  | 1 | 0 |    |   |
| Jari Litmanen          | 1971-02-20 | Reipas Lahti        | 1  | 1 | 0 | 2  | 0 |
| Jari Rantanen          | 1961-12-31 | HJK Helsinki        | 1  | 1 | 0 | 29 | 4 |
| Jukka Turunen          | 1964-01-29 | KuPS Kuopio         | 1  | 1 | 0 | 2  | 0 |
| Ari Valvee             | 1960-12-01 | FC Haka Valkeakoski | 1  | 1 | 0 | 47 | 9 |
| Ari Tegelberg          | 1963-04-21 | RoPS Rovaniemi      | 0  | 2 | 0 |    |   |

Finse voetbalbond · A-internationals · Bondscoaches · Statistieken · Fins vrouwenelftal · Olympisch elftal · Finland U21 · Finland U20 · Finland U19 · Finland U18 · Finland U17 · Finland U16
1911 – 1919 ·
1920 – 1929 ·
1930 – 1939 ·
1940 – 1949 ·
1950 – 1959 ·
1960 – 1969 ·
1970 – 1979 ·
1980 – 1989 ·
1990 – 1999 ·
2000 – 2009 ·
2010 – 2019 ·
2020 − 2029
EK 2020
OS 1912 ·
OS 1936 ·
OS 1952 ·
OS 1980
1911 · 
1912 · 
1913 · 
1914 · 
1915 · 1916 · 1917 · 1918 · 
1919 · 
1920 · 
1921 · 
1922 · 
1923 · 
1924 · 
1925 · 
1926 · 
1927 · 
1928 · 
1929 · 
1930 · 
1931 · 
1932 · 
1933 · 
1934 · 
1935 · 
1936 · 
1937 · 
1938 · 
1939 · 
1940 · 
1941 · 
1942 · 
1943 · 
1944 · 
1945 · 
1946 · 
1947 · 
1948 · 
1949 · 
1950 · 
1952 · 
1952 · 
1953 · 
1954 · 
1955 · 
1956 · 
1957 · 
1958 · 
1959 · 
1960 · 
1961 · 
1962 · 
1963 · 
1964 · 
1965 · 
1966 · 
1967 · 
1968 · 
1969 · 
1970 · 
1971 · 
1972 · 
1973 · 
1974 · 
1975 · 
1976 · 
1977 · 
1978 · 
1979 · 
1980 · 
1981 · 
1982 · 
1983 · 
1984 · 
1985 · 
1986 · 
1987 · 
1988 · 
1989 · 
1990 · 
1991 · 
1992 · 
1993 · 
1994 · 
1995 · 
1996 · 
1997 · 
1998 · 
1999 · 
2000 · 
2001 · 
2002 · 
2003 · 
2004 · 
2005 · 
2006 · 
2007 · 
2008 · 
2009 · 
2010 · 
2011 · 
2012 · 
2013 · 
2014 · 
2015 · 
2016 · 
2017 · 
2018 ·
2019 ·
2020
Albanië ·
Algerije ·
Andorra ·
Armenië ·
Azerbeidzjan ·
Bahrein ·
Barbados ·
België ·
Bermuda ·
Bolivia ·
Bosnië en Herzegovina ·
Brazilië ·
Bulgarije ·
Canada ·
Chili ·
China ·
Colombia ·
Costa Rica ·
Cyprus ·
Denemarken ·
DDR ·
(West-)Duitsland ·
Ecuador ·
Egypte ·
Engeland ·
Estland ·
Faeröer ·
Frankrijk ·
Georgië ·
Griekenland ·
Honduras ·
Hongarije ·
Ierland ·
IJsland ·
India ·
Irak ·
Israël ·
Italië ·
Japan ·
Jemen ·
Joegoslavië ·
Jordanië ·
Kameroen ·
Kazachstan ·
Koeweit ·
Kosovo ·
Kroatië ·
Letland ·
Liechtenstein ·
Litouwen ·
Luxemburg ·
Maleisië ·
Malta ·
Marokko ·
Mexico ·
Moldavië ·
Montenegro ·
Nederland ·
Noord-Ierland ·
Noord-Korea ·
Noord-Macedonië ·
Noorwegen ·
Oekraïne · 
Oman ·
Oostenrijk ·
Peru ·
Polen ·
Portugal ·
Qatar ·
Roemenië ·
Rusland ·
San Marino ·
Saoedi-Arabië ·
Schotland ·
Servië ·
Servië en Montenegro ·
Singapore ·
Slovenië ·
Slowakije ·
Sovjet-Unie ·
Spanje ·
Thailand ·
Trinidad en Tobago ·
Tsjechië ·
Tsjecho-Slowakije ·
Tunesië ·
Turkije ·
Uruguay ·
Verenigde Arabische Emiraten ·
Verenigde Staten ·
Wales ·
Wit-Rusland ·
Zuid-Korea ·
Zweden ·
Zwitserland
België (2021) · 
Denemarken (2021) · 
Rusland (2021)